# حزقيال بابلو غارسيا
حزقيال بابلو غارسيا (بالإسبانية: Juan Pablo García)‏ هو سائق سباق مكسيكي، ولد في 4 أكتوبر 1987 في مدينة مكسيكو في المكسيك.

## وصلات خارجية
- حزقيال بابلو غارسيا على موقع DriverDB.com (الإنجليزية)